# Exorista dilecta
Exorista dilecta là một loài ruồi trong họ Tachinidae.